# Gran Paradiso
De Gran Paradiso (Frans: Grand Paradis) is een 4061 meter hoge bergtop in de Grajische Alpen, op de grens van de Italiaanse regio's Aostavallei en Piëmont. Het is de hoogste berg die geheel in Italië gelegen is.
De beklimming werd als tamelijk eenvoudig beschouwd, echter door het terugtreden van de gletsjer is deze een stuk technischer geworden. Meestal begint de klim naar de top bij de berghut Vittorio Emanuele, vernoemd naar een voormalige Italiaanse koning of bij de berghut Frédéric Chabod (beide hutten zijn bereikbaar vanuit Valsavarenche).
De berg is sterk vergletsjerd, de vier grote gletsjers zijn: de Gran Paradiso-gletsjer, Moncorvé-gletsjer, Noaschetta-gletsjer en de Tribolazione-gletsjer. De Gran Paradiso is vanuit de Valdostaanse zijde bereikbaar via het Valsavarenche-dal en het Valnontey-dal en vanuit Piëmont via het Ceresole-dal.
In 1922 werd het Nationaal park Gran Paradiso opgericht waarmee het gebied rondom de berg beschermd werd.